# Антонио Кименти
Антонио Кименти (на италиански: Antonio Chimenti, роден на 30 юни 1970 в Бари) е италиански вратар за Ювентус. През цялата си кариера е играл в Италия.